# Epinannolene manchucus
Epinannolene manchucus är en mångfotingart som beskrevs av Chamberlin 1955. Epinannolene manchucus ingår i släktet Epinannolene och familjen Epinannolenidae. Inga underarter finns listade i Catalogue of Life.